# Soulwax
Soulwax ist eine belgische Rockband. Sie wurde von den beiden Brüdern Stephen und David Dewaele gegründet. Die weiteren Mitglieder sind der Bassist Stefaan van Leuven, der Schlagzeuger Steve Slingeneyer und der Gitarrist Dave Martijn. 

## Geschichte
Den internationalen Durchbruch schaffte die Gruppe Soulwax 1998 mit ihrem zweiten Album Much Against Everyone’s Advice. Einige Auskopplungen schafften den Sprung in die Charts, darunter Conversation Intercom und Too Many DJs. Im gleichen Jahr trat Soulwax auch bei den Open-Air-Konzerten PinkPop und Lowlands auf.
Danach konzentrierten sich die beiden Brüder auf andere kreative Felder. Sie übernahmen die Moderation einer Sendung auf dem Musiksender MTV und veröffentlichten unter dem Namen „2 Many DJs“. Dieses Projekt mischte Elemente von House, Reggae, Dance-Classics und Rock.
Soulwax ist für die Musik des spielinternen Radiosenders „Soulwax FM“ im 2013 erschienenen Open-World-Videospiel Grand Theft Auto V verantwortlich.
2020 bekamen sie die Möglichkeit, längere Zeit auf einen EMS Synthi 100 zuzugreifen, einen der ersten Synthesizer aus dem Jahr 1971 in Orgelgröße, von dem nur 31 Stück hergestellt worden waren. Aufnahmen mit dem Gerät veröffentlichten sie in dem Album Deewee Sessions Vol. 01.

## Diskografie

### Alben
- 1996: Leave the Story Untold
- 1998: Much Against Everyone’s Advice
- 2000: Untitled (Kompilation)
- 2004: Any Minute Now
- 2005: Nite Versions
- 2008: Part of the Weekend Never Dies (CD + DVD)
- 2017: From Deewee
- 2018: Essential
- 2020: EMS Synthi 100 – Deewee Sessions Vol. 01

### DJ-Mixe
- 2006: This Is Radio Soulwax
- 2008: Part of NYE Never Dies

### Singles
- 1995: 2nd Handsome Blues (EP)
- 1996: Kill Your Darlings
- 1996: Caramel
- 1996: Great Continental Suicide Note
- 1998: My Cruel Joke … (feat. Tracy Bonham)
- 1998: Much Against Everyone’s Advice
- 1998: Conversation Intercom
- 1999: Too Many DJ’s
- 1999: When Logics Die
- 1999: Overweight Karate Kid
- 1999: The Salty Knowledge of Tears
- 1999: More Than This
- 1999: Temptingly Yours
- 1999: Scream
- 1999: Saturday
- 2000: Too Many DJ’s (Dave Bascombe Mix)
- 2001: Conversation Intercom (Dave Bascombe Mix)
- 2004: Any Minute Now
- 2005: E Talking
- 2005: NY Excuse
- 2009: We Love Animals (Crookers feat. Soulwax und Mixhell)

### Remixe
- dEUS – Everybody’s Weird
- Einstürzende Neubauten – Stella Maris
- Kolk – Uma
- Tahiti 80 – Heartbeat
- Zita Swoon – My Bond with You and Your Planet: Disco!
- Muse – Muscle Museum
- Lords of Acid – I Sit on Acid 2000
- Sugababes – Round Round
- Arthur Argent – Hold Your Head Up
- Kylie Minogue – Can’t Get You Out of My Head
- Ladytron – Seventeen
- Playgroup – Make It Happen
- DJ Shadow – Six Days
- Felix Da Housecat – Rocket Ride
- LCD Soundsystem – Daft Punk Is Playing at My House
- Daft Punk – Robot Rock
- Gorillaz – Dare
- The Gossip – Standing in the Way of Control
- Robbie Williams – Lovelight
- Klaxons – Gravity's Rainbow
- Justice – Phantom Pt. II
- LCD Soundsystem – Get Innocuous
- Hot Chip – Ready for the Floor
- Human Resource vs 808 State – Dominator
- West Phillips – Sucker for a Pretty Face
- Rolling Stones – You Can’t Always Get What You Want
- MGMT – Kids
- The Chemical Brothers – Hey Boy, Hey Girl
- Walter Murphy & The Big Apple Band – A Fifth of Beethoven
- David Bowie – Rebel, Rebel
- Late of the Pier – Best in the Class
- Joe Goddard – Gabriel
- Arcade Fire – Sprawl II (Mountains Beyond Mountains)

## Auszeichnungen
- Dance Music Award
  - 2003: in der Kategorie „Beste Kompilation“ (As Heard on Radio Soulwax Vol. 2)